# استان سن خوان، جمهوری دومینیکن
استان سن خوان، جمهوری دومینیکن (به لاتین: San Juan Province (Dominican Republic)) یک استان در جمهوری دومینیکن است.
مساحت این استان ۳٬۵۶۹٫۳۹ کیلومتر مربع و جمعیت آن در سال ۲۰۱۴ میلادی ۳۱۷٬۲۹۳ نفر می‌باشد.